# Bottone

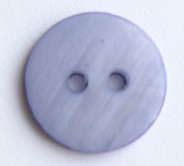
Bottone piatto

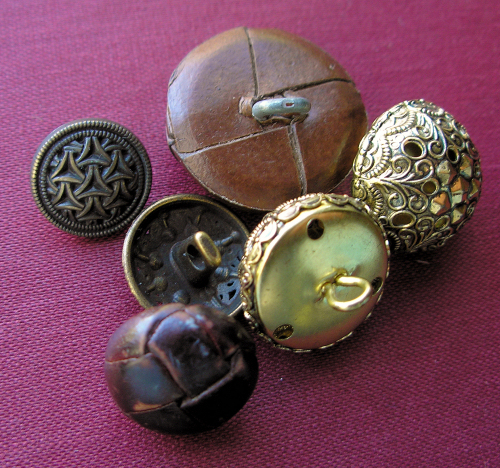
Bottoni bombati

Il bottone è un piccolo oggetto, solitamente piatto e di forma tondeggiante, usato per chiudere gli abiti. Il bottone, che è attaccato a un lembo, funziona in accoppiata con un varco, posto sull'altro lembo, che si chiama occhiello, asola o alamaro. Infilando il bottone nell'occhiello i due lembi rimangono saldamente collegati.

## Storia
Presenti sin dalla preistoria, i bottoni sono stati rinvenuti negli scavi archeologici nella valle dell'Indo (circa 2800-2600 a.C.) dell'età del bronzo in Cina (circa 2000-1500 a.C.). Erano usati nell'antica Roma, anche se le chiusure di abiti e mantelli, nell'antichità, erano ottenute principalmente con lacci, fibbie e spille. Spesso le spille di sicurezza, chiamate fibule assumevano esternamente la forma che ha precorso l'idea moderna del bottone. Questa somiglianza nella forma si è riscontrata nel kiton greco indossato dalle donne e negli spilloni aggancianti presenti nel sagum bizantino.
Si diffusero ampiamente in Europa durante il Medioevo; la prima menzione letteraria risale al XII secolo nel poema La Chanson de Roland, dove figurano come piccoli oggetti senza valore. Nel secolo seguente, invece, divennero un pregiato elemento decorativo dei mantelli e degli abiti dei sovrani e dei potenti, e richiesero la preparazione di orafi. Per un utilizzo capillare del bottone si attese la metà del XVI secolo, anche se mancando le asole, la fila di bottoni conservò una funzione ornamentale. Tra i materiali dell'epoca, si annovera la madreperla e i più raramente l'oro e l'argento.
L'epoca florida per il bottone, quando quest'ultimo assunse anche una funzionalità, fu la seconda metà del XVIII secolo, grazie all'impiego esteso su camisiole e velade. In questo periodo si incrementò l'utilizzo di materiali pregiati, oro e argento, accanto all'ottone. I bottoni delle livree, piuttosto grandi, spesso recavano lo stemma del casato. Con il crollo dell'Impero napoleonico, lentamente scomparve il bottone artistico per lasciare il posto a quello industriale.
L'evoluzione dei bottoni seguì quella della moda, da oggetto funzionale divenne accessorio di decorazione, sempre più complesso e prezioso.

## Struttura

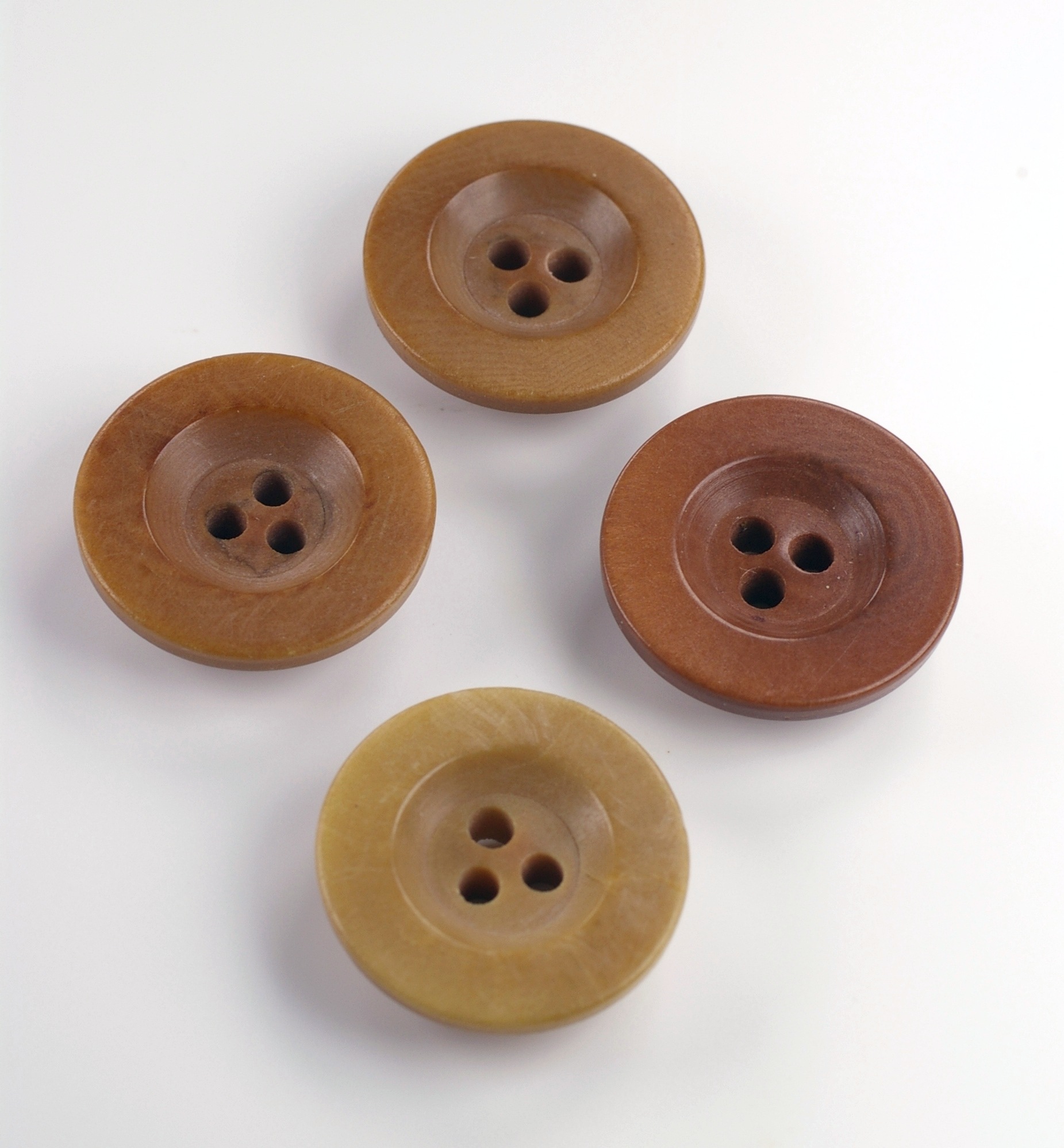
Bottoni a soli tre fori.

Solitamente è di forma rotonda ma ne esistono di forme ovali, quadrate o variamente sagomate. Possiede dei buchi, generalmente due o quattro, per collegarlo saldamente all'abito tramite cucitura.
Al posto dei buchi può esserci un occhiellino sporgente od un peduncolo forato dove si fa passare il filo.
I bottoni semplici sono piatti, ma possono essere bombati o decorati nei più vari modi.

## Bottone a pressione

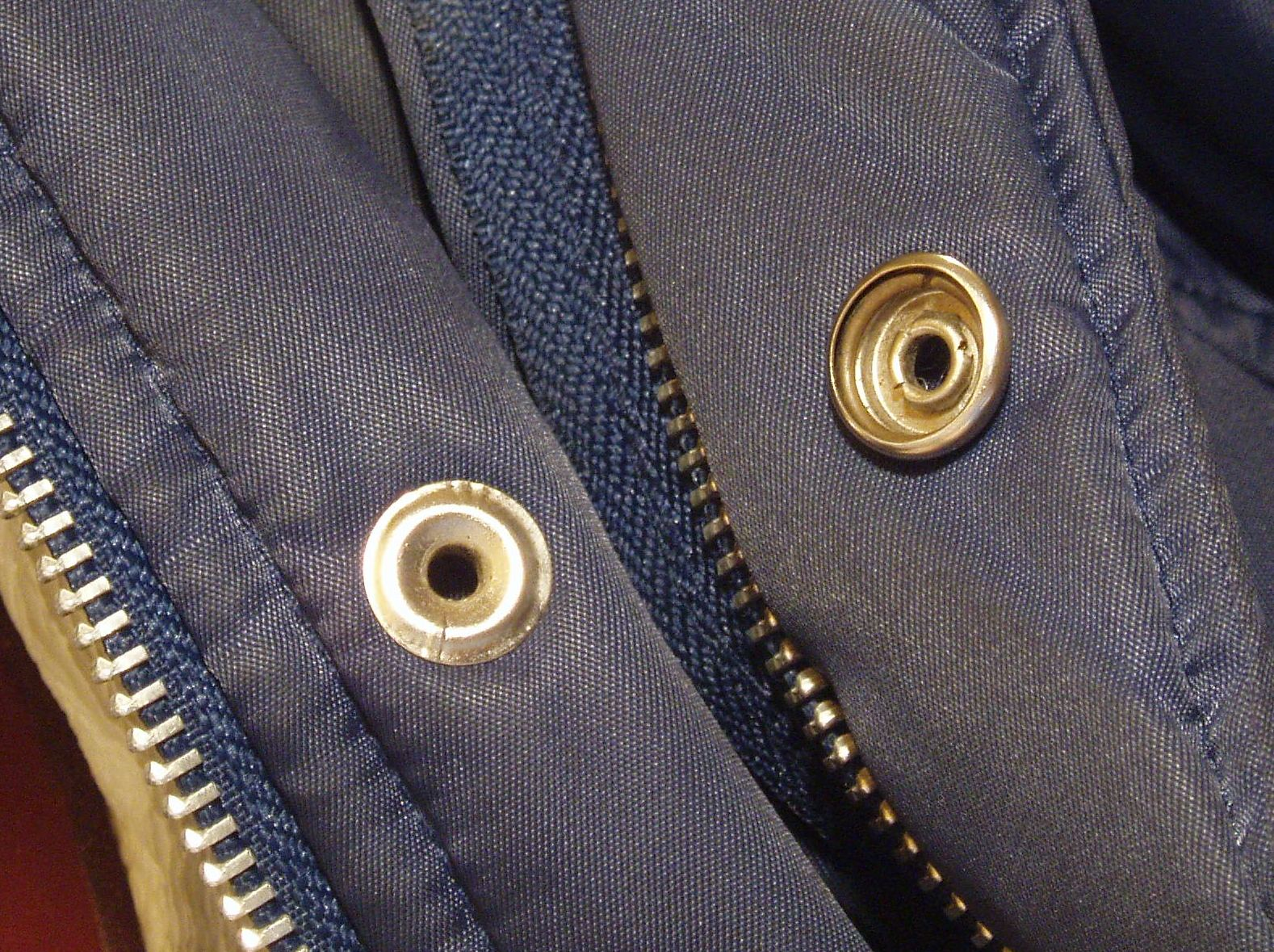
Bottoni a pressione.

Oltre ai classici bottoni sono molto diffusi anche i bottoni a pressione o fermi a schiocco, grazie ai quali basta applicare una piccola pressione per unire e separare le due parti con uno schiocco.
Questi bottoni sono formati da due componenti di ottone per ciascuna delle due parti di stoffa da unire. Ogni coppia di elementi è saldamente unita alla stoffa tramite un'operazione di rivettatura che, deformando l'ottone, costringe la stoffa tra le due parti.

## Materiali

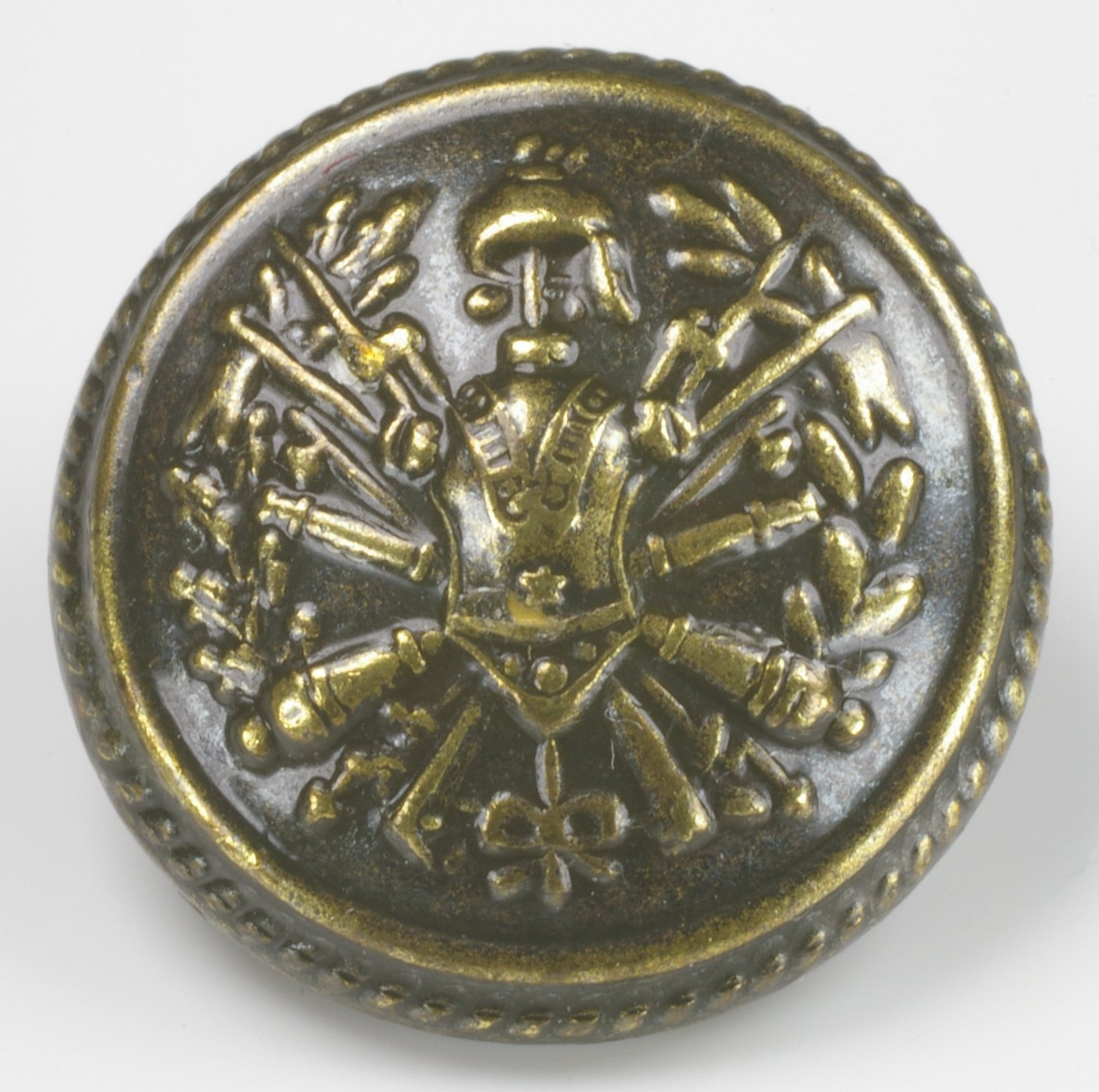
Bottone di uniforme dell'Esercito Italiano, 1979.

Il bottone è stato realizzato con tutti i materiali disponibili e sufficientemente solidi come :
corno
- osso
- legno
- madreperla
- cocco
- metallo
- cuoio
- avorio
- corozo
- vetro
- pietre preziose
- materiale plastico
- zama
- ceramica